# Olli Jalonen
Olli Jouko Johan Jalonen (Helsinki, 21 de febrero de 1954) es un escritor finlandés. Se licenció en Ciencias Sociales en 1985 y defendió su tesis doctoral de filosofía en la Universidad de Tampere en 2006. Está casado con la escritora Riitta Jalonen. En abril de 2005 fue nombrado profesor de arte por un periodo de cinco años.
La primera obra de Jalonen, la colección de cuentos Unien tausta se publicó en 1978. Ganó el Premio Finlandia en 1990 con su novela Isäksi ja tyttäreksi.

## Obras

### Prosa
- Unien tausta, Editorial Otava 1978
- Sulkaturkki, Otava 1979
- Ilo ja häpeä, Otava 1981
- Hotelli eläville, Otava 1983
- Tuhkasaari, Otava 1987
- Johan ja Johan, Otava 1989
- Isäksi ja tyttäreksi, Otava 1990
- Elämä, ja elämä, Otava 1992
- Kenen kuvasta kerrot, Otava 1996
- Yksityiset tähtitaivaat, Otava 1999
- Yhdeksän pyramidia eli kertomus yhdeksästä elementistä viidessä tai kuudessa ilmansuunnassa, Otava 2000
- Värjättyä rakkautta, Otava 2003

### Otros libros
- Matkailijan Irlanti (Con Riitta Jalosen), Otava 1980
- Kansa kulttuurien virroissa, Otava 1985
- Kymmenen vuosituhatta: Kertomuksia suomalaisten historiasta (Con Eero Ojasen), Atena 1999
- Hitaasti kudotut nopeat hetket. Kirjoittamisen assosiaatiosta 1900-luvun suomalaisessa proosassa. Otava, 2006.

### Obras de teatro, dramas radiofónicos y películas
- Ihmisen huone, 1985. Teatro Ahaa. Director Arto Minkkinen
- Hotelli eläville romaanin pohjalta tehty elokuva Punainen huone. Director Vesa Kantola, TV1, 1991
- Johan ja Johan ja Joukojohan, 1993. Teatro y radioteatro de los obreros de Tampere. Director Jussi Helminen
- Porkkalansaari, 1994. Radioteatro. Director Olli Jalonen
- Yksityiset tähtitaivaat, 2001. Teatro de la ciudad de Hämeenlinna. Director Hannu Matti Tyhtilä

## Premios
- 1979, Premio J. H. Erkko
- 1984, Incentivo de la crítica
- 1984, Premio Kalevi Jäntti
- 1984 y 1990, Premio de literatura Valtion
- 1990, Premio Eino Leinon
- 1991, Premio Finlandia
- 1997, Medalla Pro Finlandia
- 2005, Premio Fundación Cultural Finlandesa

### En finés
- Esittely ja kattava teosluettelo Helsingin kaupunginkirjaston sivuilla
- Otavan kirjailijaesittely

- Datos: Q2973810
- Multimedia: Olli Jalonen / Q2973810